# Curtis Scaparrotti
Curtis Michael Scaparrotti (Logan, Ohio, Estados Unidos; 5 de marzo de 1956) es un general de cuatro estrellas del Ejército de los Estados Unidos retirado. Entre 2016 y 2019 fue comandante del Mando Europeo de los Estados Unidos (EUCOM) y comandante supremo aliado en Europa (SACEUR) de la OTAN.
Anteriormente el general Scaparrotti había desempeñado los cargos de comandante de las Fuerzas estadounidenses en Corea del Sur, director del Estado Mayor Conjunto, comandante del Mando Conjunto de la Fuerza Internacional de Asistencia para la Seguridad (ISAF), comandante general del I Cuerpo de Ejército y de la Base de la Fuerza Aérea McChord, y comandante general de la 82.ª División Aerotransportada.
Además, Scaparrotti ha ocupado puestos clave de liderazgo a nivel táctico, operativo y estratégico en el Ejército de los Estados Unidos, incluyendo el de director de operaciones del Mando Central de los Estados Unidos y el de 69.º comandante de cadetes en la Academia Militar de los Estados Unidos. Ha comandado fuerzas durante las operaciones Libertad Iraquí (Irak), Libertad Duradera (Afganistán), Apoyo a la Esperanza (Zaire/Ruanda), Esfuerzo Conjunto (Bosnia y Herzegovina), y Respuesta Asegurada (Liberia).

## Biografía
En 1978, se graduó de la Academia Militar de los Estados Unidos, en West Point, Nueva York. Sus tareas iniciales fueron como jefe de pelotón de fusileros y antitanques, oficial de operaciones y comandante de compañía en el 3.er Batallón, del 325.° Regimiento de Infantería, de la 82.ª División Aerotransportada en Fort Bragg, Carolina del Norte.
En 1984, Scaparrotti completó el curso avanzado de oficial de infantería en Fort Benning, Georgia, seguido de estudios en organización escolar en la Universidad de Carolina del Sur, donde obtuvo un máster en Educación.
Regresó a West Point en 1985, donde fue asignado como oficial táctico y ayudante de campo del superintendente hasta 1988. Después continuó sus estudios militares en la Escuela de Mando y Estado Mayor del Ejército de los Estados Unidos en Fort Leavenworth, Kansas.
En julio de 1989, Scaparrotti pasó a prestar servicio en la 10.ª División de Montaña, en Fort Drum, Nueva York. Allí fue oficial de operaciones del 1.er Batallón del 87.° Regimiento de Infantería y luego se trasladó al cuartel general de la división como jefe de la rama de operaciones.
De 1992 a 1994, trabajó en Washington D. C., en el Mando de Recursos Humanos del Ejército y en la oficina del jefe de Estado Mayor del Ejército.
En mayo de 1994, Scaparrotti tomó el mando del 3.er Batallón, del 325.º Equipo de Combate Aerotransportado de la Fuerza de Tareas de Europa del Sur en Vicenza, Italia, y en ese tiempo dirigió el batallón durante las operaciones «Apoyo a la Esperanza» en Zaire/Ruanda, «Esfuerzo Conjunto» en Bosnia-Herzegovina y «Respuesta Asegurada» (1996) en Liberia.
Scaparrotti regresó a Fort Drum en 1996 como oficial de operaciones de la 10.ª División de Montaña y desde allí continuó sus estudios en la Escuela de Guerra del Ejército de los Estados Unidos, en Carlisle, Pensilvania.
Desempeñó el cargo de jefe del Grupo de Iniciativas del Ejército en la Oficina del subjefe de Estado Mayor para Planes y Operaciones en Washington D. C. en 1998.
En 1999, Scaparrotti regresó a Fort Bragg para comandar la 2.ª Brigada de la 82.ª División Aerotransportada antes de pasar a ocupar el cargo de subdirector adjunto de Operaciones Conjuntas del Estado Mayor Conjunto, en Washington D. C., de 2001 a 2003.

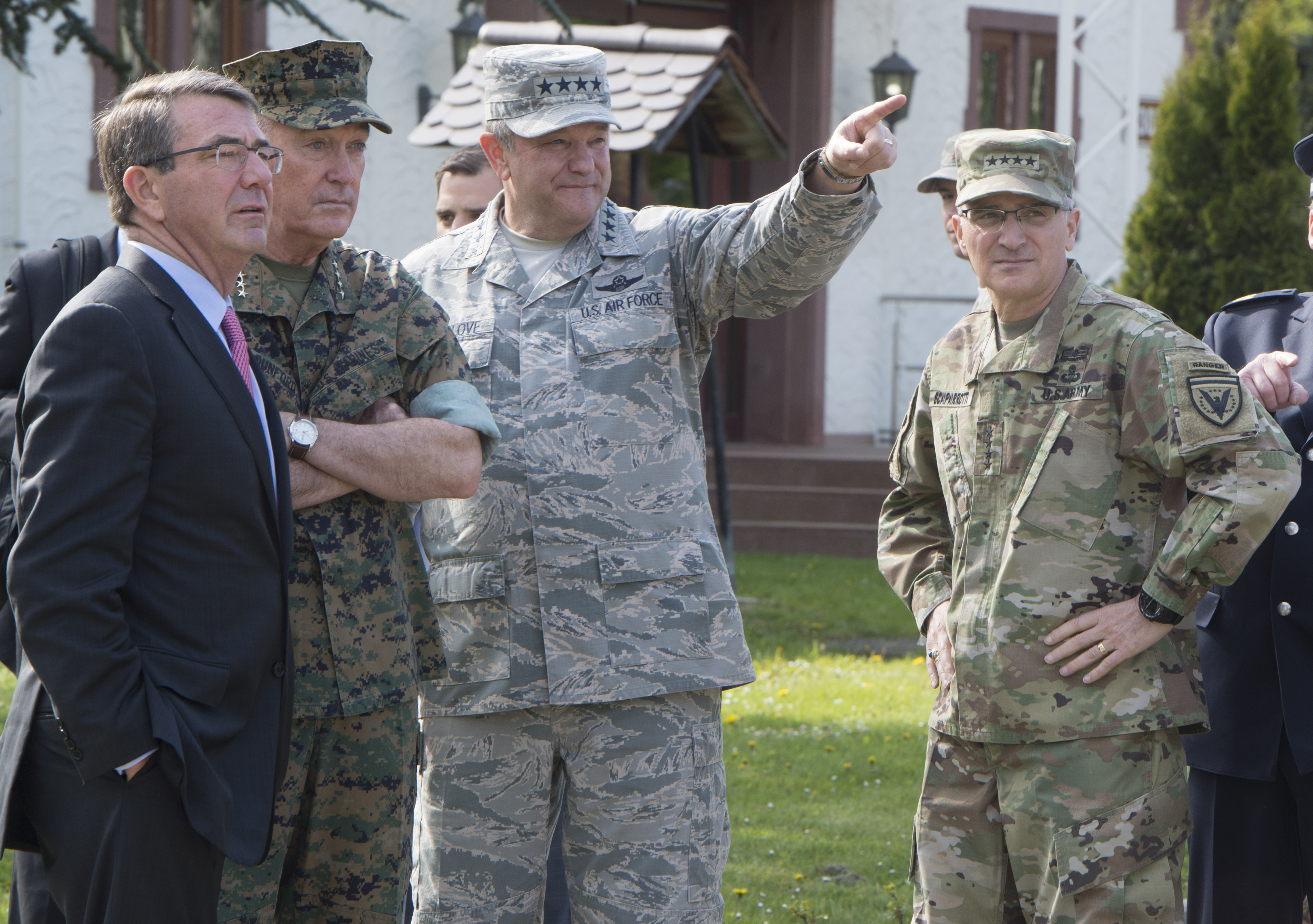
Scaparrotti con el secretario de Defensa Ashton Carter, Philip M. Breedlove y Joseph Dunford, 3 de mayo de 2016.

De julio de 2003 a julio de 2004, Scaparrotti sirvió como asistente del comandante de división (maniobra) para la 1.ª División Blindada durante la guerra de Irak.
De agosto de 2004 a julio de 2006, Scaparrotti fue el 69.º comandante de cadetes de la Academia Militar de los Estados Unidos, en West Point, Nueva York.
Posteriormente, fue nombrado director de operaciones del Mando Central de los Estados Unidos (CENTCOM), donde supervisó todas las operaciones militares en toda la zona de responsabilidad del CENTCOM, incluidas Irak y Afganistán, así como las operaciones en Somalia, en una fase crítica de esas misiones.

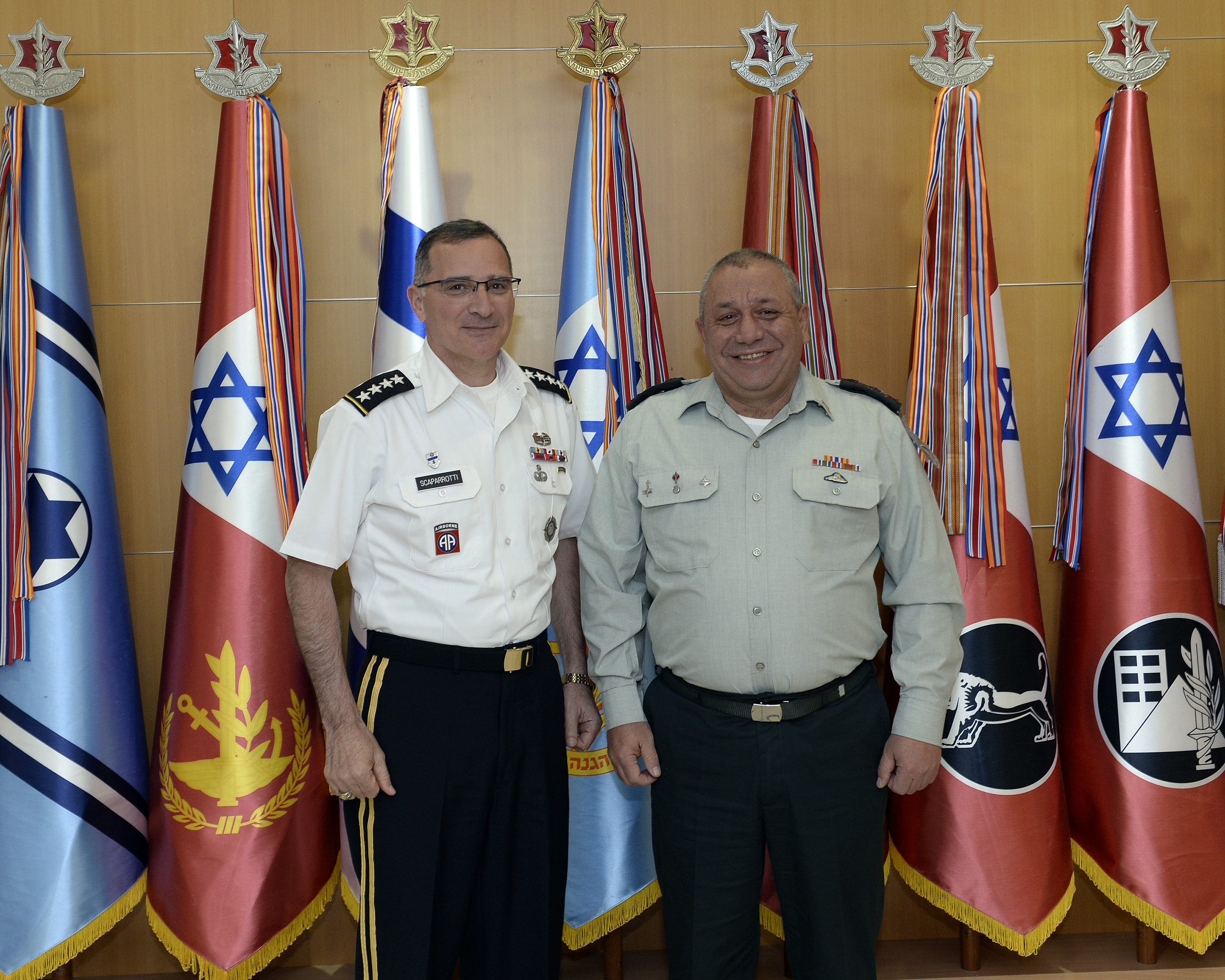
Scaparrotti y el jefe militar de Israel, Gadi Eizenkot, 16 de agosto de 2016.

Scaparrotti asumió el mando de la 82.ª División Aerotransportada el 1 de octubre de 2008 y desplegó el cuartel general en el este de Afganistán, donde desempeñó el cargo de comandante general combinado de la Fuerza de Tareas Conjunta 82 y del Mando Regional Este.
El 15 de octubre de 2010 Scaparrotti asumió el mando del I Cuerpo de Ejército y de la Base de la Fuerza Aérea McChord (JBLM) en Fort Lewis, Washington. Mientras servía como comandante del I Cuerpo, Scaparrotti sirvió al mismo tiempo como comandante del Mando Conjunto de la ISAF y vicecomandante de las Fuerzas de los Estados Unidos en Afganistán desde el 11 de julio de 2011 hasta el 12 de junio de 2012. En julio de 2012, Scaparrotti asumió el cargo de director del Estado Mayor Conjunto. Fue sucedido como comandante del I Cuerpo por el teniente general Robert Brooks Brown el 3 de julio de 2012.
En agosto de 2013, Scaparrotti asumió el mando de las Fuerzas estadounidenses en Corea del Sur (USFK), en reemplazo del general James David Thurman. En abril de 2016, fue sucedido como comandante del USFK por el general Vincent K. Brooks.
Sucediendo al general Philip M. Breedlove, fue, entre el 3 de mayo de 2016 y el 2 de mayo de 2019, comandante del Mando Europeo de los Estados Unidos (EUCOM) y, entre el 4 de mayo de 2016 y el 3 de mayo de 2019, comandante supremo aliado en Europa (SACEUR) del Mando Aliado de Operaciones de la OTAN. Fue reemplazado de ambos cargos por el general Tod D. Wolters, retirándose del servicio militar.